# إنكيدو
إنكيدو (بالسومرية: 𒂗𒆠𒄭- إي-ني-كي-دو) شخصية من الأساطير السومرية في أساطير بلاد الرافدين القديمة، سمي أيضًا بإنكيمدو وإياباني وإنكيتا في عصور مختلفة، وهو شخصية أساسية في ملحمة جلجامش، ورفيق زمن الحرب وصديقٌ مُخلص لملك الوركاء جلجامش، ذُكرت مآثرهم في القصائد السومرية وفي ملحمة جلجامش الأكادية، التي كُتبت خلال الألفية الثانية قبل الميلاد. وتُعد شخصة إنكيدو أقدم تمثيل أدبي للرجل البري، وهو موضوع متكرر في التمثيلات الفنية في بلاد الرافدين وفي أدب الشرق الأدنى القديم. يبدو أن ظهور إنكيدو كإنسان بدائي هو ابتكار للنسخة البابلية القديمة (1300 - 1000 قبل الميلاد)، إذ ذكرته نُسخ الألواح السومرية القديمة بوصفه محاربًا وخادمًا للملك جلجامش في القصائد السومرية.
كانت هناك اقتراحات متفرقة بأنه قد يكون «الرجل الثور» الذي يظهر في فن بلاد الرافدين، يملك رأس وذراع وجسم رجل، وقرون وأذنين وذيل ثور.
تذكر خمس قصائد سومرية عبودية إنكيدو، تطورت بعد ذلك من عبد إلى رفيق مقرب من خلال القصيدة الأخيرة التي تصف إنكيدو بأنه صديقه. في الملحمة، ظهر إنكيدو منافسًا للملك جلجامش الطاغية الذي يستبد بشعبه، لكنهما أصبحا أصدقاء لاحقًا ويخوضان مغامراتٍ عديدة منها قتلهما سوية لخومبابا وثور السماء. وبسبب هذا، يُعاقب إنكيدو بالموت من قِبل الآلهة، وتُظهره الملحمة بهيئة البطل الجبار الذي يموت مبكرًا. موته المأساوي يُمثل مصدر إلهامٍ لجلجامش بالسعي للهروب من الموت بالحصول على الخلود الإلهي.
لم يكن لإنكيدو وجود فعلي خارج القصص المتعلقة بجلجامش. ففي حدود معرفتنا الحالية، لم يكن أبدًا إلهًا يُعبد، وهو غائب عن قوائم آلهة بلاد الرافدين القديمة. في ألواحٍ أخرى يبدو أنه يظهر في استحضار تهويدة من العصر البابلي القديم يهدف إلى إسكات طفلٍ باكي، وهو نص يشير أيضًا إلى حقيقة أن إنكيدو تمكن من تحديد الوقت ليلاً، وعلى ما يبدو أشبه بدور حارس القطيع في الليل داخل الملحمة.